# Николай Римски-Корсаков
Николай Андреевич Римски-Корсаков (на руски: Никола́й Андре́евич Ри́мский-Ко́рсаков) е руски композитор, педагог, диригент, общественик, музикален критик. Член на Могъщата петорка (на руски: Могучая кучка). Автор на 15 опери, 3 симфонии, симфонически картини, камерна музика.

## Биография
Роден на 6 (18) март 1844 г. в Тихвин, Новгородска губерния, починал на 8 (21) юни 1908 в имение край с. Любенск до Луга, сега в Ленинградска област.
В далечната губерния, в която баща му, демократичен дворянин, разпуснал селяните си далеч преди декрета за разкрепостяването, Николай учил „малко“ пиано, колкото е необходимо за образованието на всеки дворянин, но бил завладян от старинното, коренно руско църковно песнопение. Не напразно в неговите произведения често се долавя звън на далечни камбани. Първият му учител в истинската музика бил виолончелистът в Александринския театър Улих, немец по произход. Виждащ способностите на надарения младеж, Улих го завел при по-добър учител – Фьодор Андреевич Канил – млад музикант и чудесен пианист, запознал го със симфониите на Бетховен, Шуман и Менделсон, творби за пиано на Шуман и Шуберт, оперите на Майербер. На 17-годишна възраст Римски-Корсаков пише първата си симфония. Поразеният учител го отвежда в дома на Балакирев, където в този момент бил и самият Модест Мусоргски. Двамата, Балакирев и Мусоргски изсвирват произведението на 4 ръце, възхитени от таланта на младия автор. През тази 1862 година завършва Морския корпус и заминава на далечно плаване на клипера „Алмаз“, което трае 3 години. Едва след завръщането му Първата симфония е изпълнена, на 19 декември 1865 г. Тази дата може да се счита за рождена за младия композитор.
Погребан е в Тихвинското гробище в Санкт Петербург. В родния му град Тихвин има мемориален дом-музей на Римски-Корсаков.

## Творби

### Опери
- Псковитянка (1873; 1878; 1892; пост. 1895)
- Майска нощ (1880)
- Снежанка (1881)
- Млада (1892)
- Нощта срещу Рождество (1895)
- Садко (1896)
- Моцарт и Салиери (1898)
- Болярката Вера Шелога (пролог към Псковитянка) (1898)
- Царска невеста (1899)
- Приказка за Цар Салтан (1900)
- Сервилия (1902)
- Кашчей Безсмъртни (1902)
- Пан-Войвода (1904)
- Сказание за невидимия град Китеж и девицата Феврония (1904)
- Златният петел (1907)

### Други
- „Испанско капричио“
- "Полетът на бръмбара"
- симфонии, инструментални концерти за пиано и цигулка
- камерна музика
- симфонична сюита Шехерезада по „1001 нощи“ в 4 части
- песни, обработки на народни песни, довършване и прередактиране на произведенията на свои колеги